# Wereldkampioenschap honkbal vrouwen
Het wereldkampioenschap honkbal voor vrouwen is een tweejaarlijks honkbaltoernooi dat sinds 2004 onder auspiciën van de International Baseball Federation wordt georganiseerd voor nationale vrouwenteams.
Het toernooi is de vrouwelijke tegenhanger van het wereldkampioenschap honkbal voor mannen dat tussen 1938 en 2011 werd georganiseerd.

## Geschiedenis
Het eerste wereldkampioenschap werd van 30 juli tot en met 8 augustus 2004 georganiseerd in Edmonton, de hoofdstad van Alberta, Canada met vijf deelnemers. Dit waren Australië, Canada, Japan en de Verenigde Staten (de landen die doorgaans ook deelnamen aan het enige internationale honkbaltoernooi voor vrouwen tot dan toe, de Women's World Series), aangevuld met Chinees Taipei (Taiwan). Bij de tweede editie in 2006 dat van 31 juli tot en met 6 augustus in Taipei (Taiwan) plaatsvond traden Cuba en Hong Kong tot het deelnemersveld uit 2004 toe. De Verenigde Staten veroverde beide edities de wereldtitel. Aan de derde editie, dat van 24 tot en met 29 augustus in Matsuyama (Japan) plaatsvond en door het gastland werd gewonnen, namen India en Zuid-Korea voor het eerst deel terwijl Cuba ontbrak. De vierde editie werd in 2010 georganiseerd door het debuterende land Venezuela en vond plaats van 12 tot en met 22 augustus in twee steden; Caracas en Maracay. Naast de acht deelnemers van 2008 debuteerden ook Nederlands honkbalteam (als eerste Europese team) en Puerto Rico op het WK en nam Cuba opnieuw deel. In 2016 deden er twaalf landen mee.

## Competitieopzet
Het toernooi wordt door middel van een halve competitie gespeeld (elk land speelt een keer tegen elk ander land). De top vier gaan door naar de halve finale, hierin speelt de nummer 1 tegen de nummer 4 en de nummer 2 tegen de nummer 3. De verliezers spelen vervolgens om de derde plaats, de winnaars spelen in de finale om de wereldtitel. De overige landen spelen in de plaatsingsronde om hun eindklassering. De wedstrijden worden gehouden over zeven innings, uitzonderingen hierop zijn: een voorsprong van 10 punten na vijf innings of een voorsprong van twaalf punten na vier innings. Bij een gelijke stand na zeven innings wordt doorgespeeld tot een verschil is bereikt. In 2016 werd gewerkt met een dubbele poulefase.

## Top vier
| Jaar | Gaststad, Land                   | Finale           | Finale     | Finale           | 3e/4e plaats     | 3e/4e plaats | 3e/4e plaats     |
| Jaar | Gaststad, Land                   | Wereldkampioen   | Uitslag    | Finalist         | 3e plaats        | Uitslag      | 4e plaats        |
| ---- | -------------------------------- | ---------------- | ---------- | ---------------- | ---------------- | ------------ | ---------------- |
| 2004 | Edmonton, Canada                 | Verenigde Staten | 2 – 0      | Japan            | Canada           | 8 – 3        | Australië        |
| 2006 | Taipei, Taiwan                   | Verenigde Staten | *          | Japan            | Canada           | *            | Australië        |
| 2008 | Matsuyama, Japan                 | Japan            | 11 – 3 (5) | Canada           | Verenigde Staten | 2 – 1        | Australië        |
| 2010 | Caracas en Maracay, Venezuela    | Japan            | 13 – 3 (5) | Australië        | Verenigde Staten | 15 – 5 (6)   | Venezuela        |
| 2012 | Edmonton, Canada                 | Japan            | 3 – 0      | Verenigde Staten | Canada           | 17 – 13      | Australië        |
| 2014 | Miyazaki, Japan                  | Japan            | 3 – 0      | Verenigde Staten | Australië        | 3 – 2        | Canada           |
| 2016 | Busan, Zuid-Korea                | Japan            | 10 – 0     | Canada           | Venezuela        | 4 – 3        | Chinees Taipei   |
| 2018 | Viera, Florida, Verenigde Staten | Japan            | 6 – 0      | Chinees Taipei   | Canada           | 8 – 5        | Verenigde Staten |
| 2020 | nnb                              |                  | –          |                  |                  | –            |                  |

* 2006: top vier na alleen groepswedstrijden.
2004 ·
2006 ·
2008 ·
2010 ·
2012 ·
2014 ·
2016 .
2018 ·
2021 .
2024